# Василево (Калязінський район)
Василево (рос. Василёво) — присілок в Калязінському районі Тверської області Російської Федерації.
Населення становить 243 особи. Входить до складу муніципального утворення Алфьоровське сільське поселення.

## Історія
Від 2005 року входило до складу муніципального утворення Алфьоровське сільське поселення.

## Населення
| 1859 | 1888 | 1997 | 2002 | 2010 |
| ---- | ---- | ---- | ---- | ---- |
| 194  | ↗277 | ↗327 | ↘284 | ↘243 |